# Ormindea, Hunedoara
Ormindea este un sat în comuna Băița din județul Hunedoara, Transilvania, România.
Localitatea este renumită pentru numărul mare de troițe și cruci de piatră vechi, aflate la margine de drum.

## Vezi și
- Biserica Buna Vestire din Ormindea

## Imagini

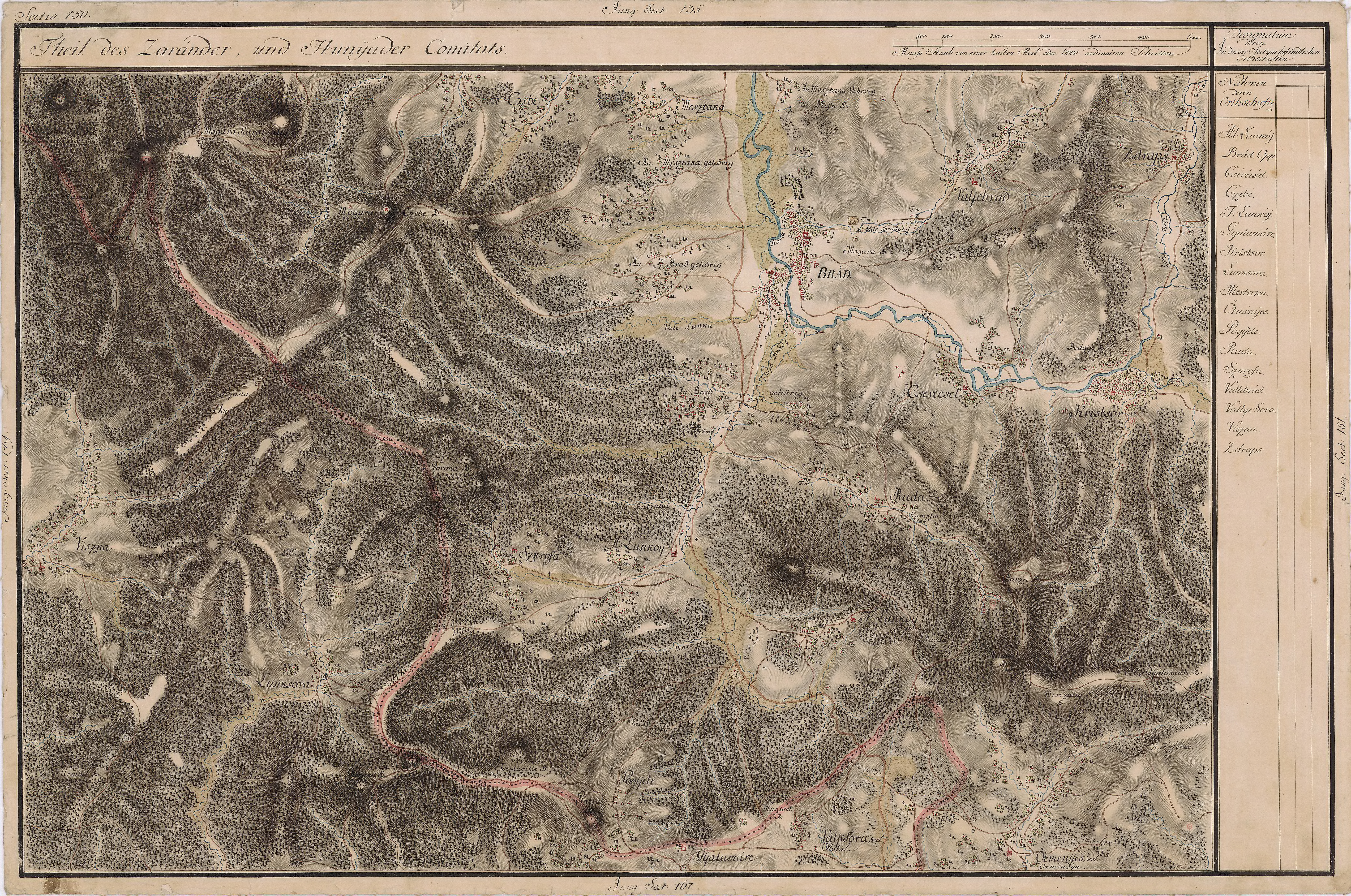
Ormindea în Harta Iosefină a Transilvaniei, 1769-73

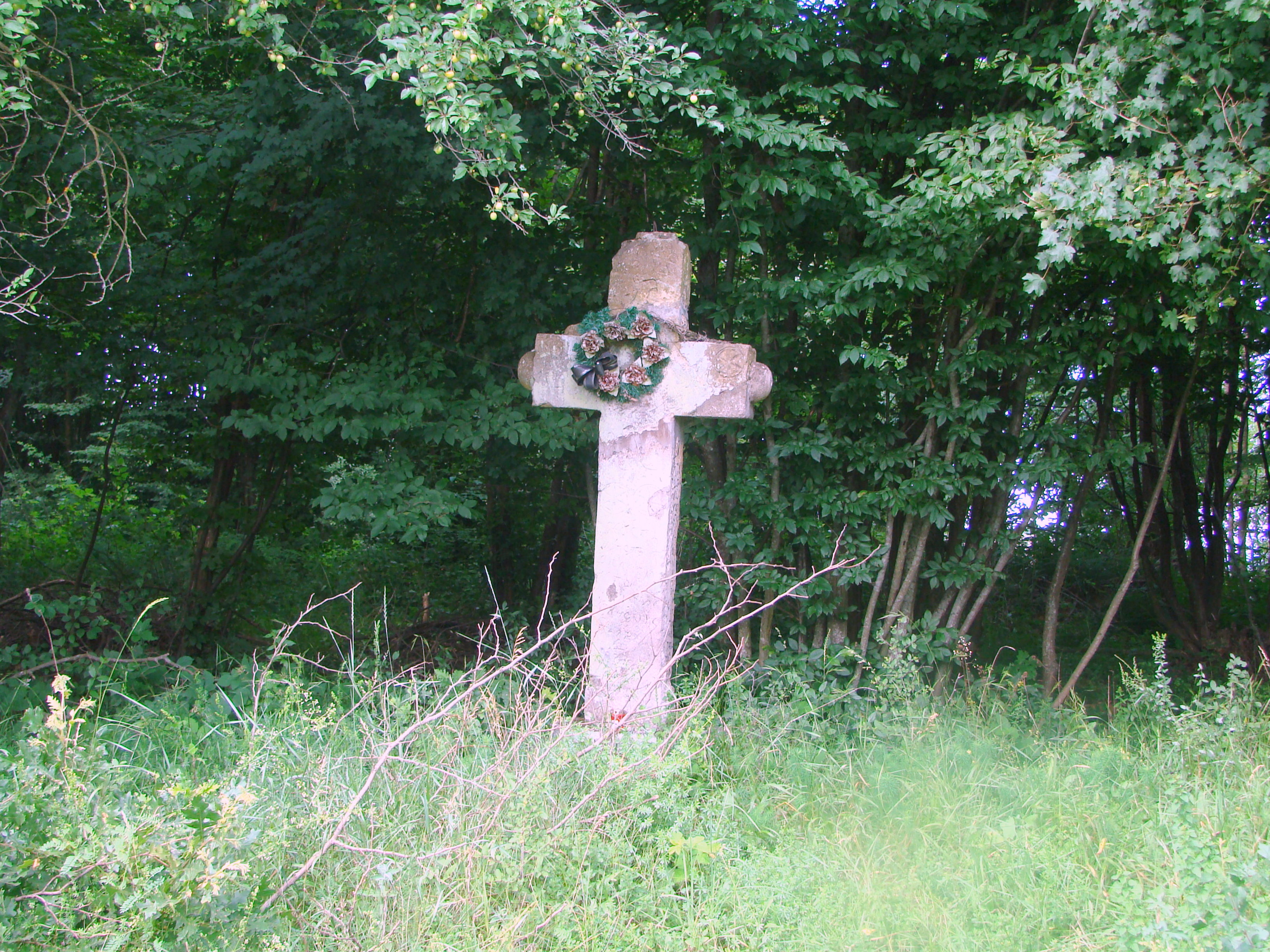
Cruce veche de piatră
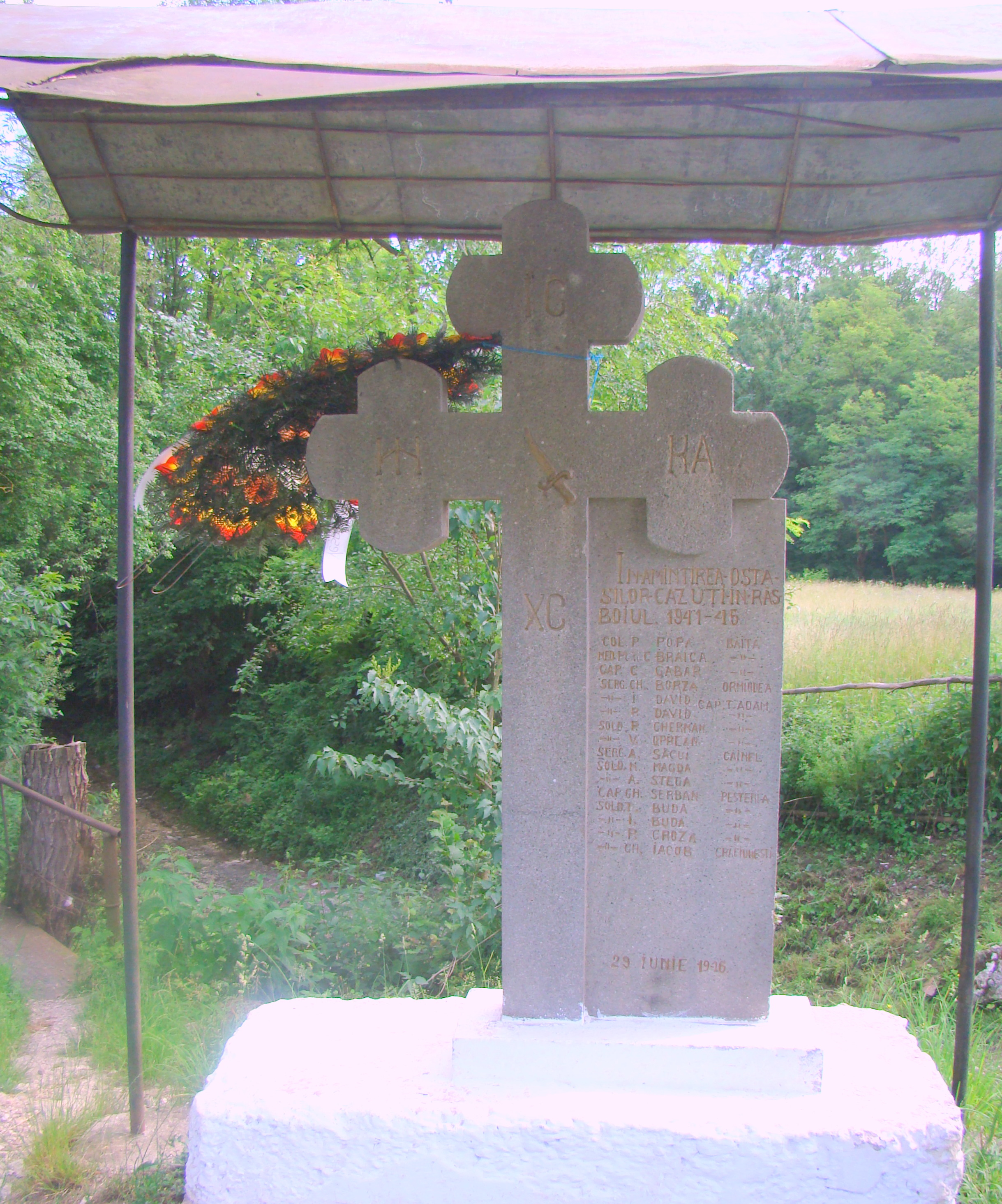
Monumentul eroilor
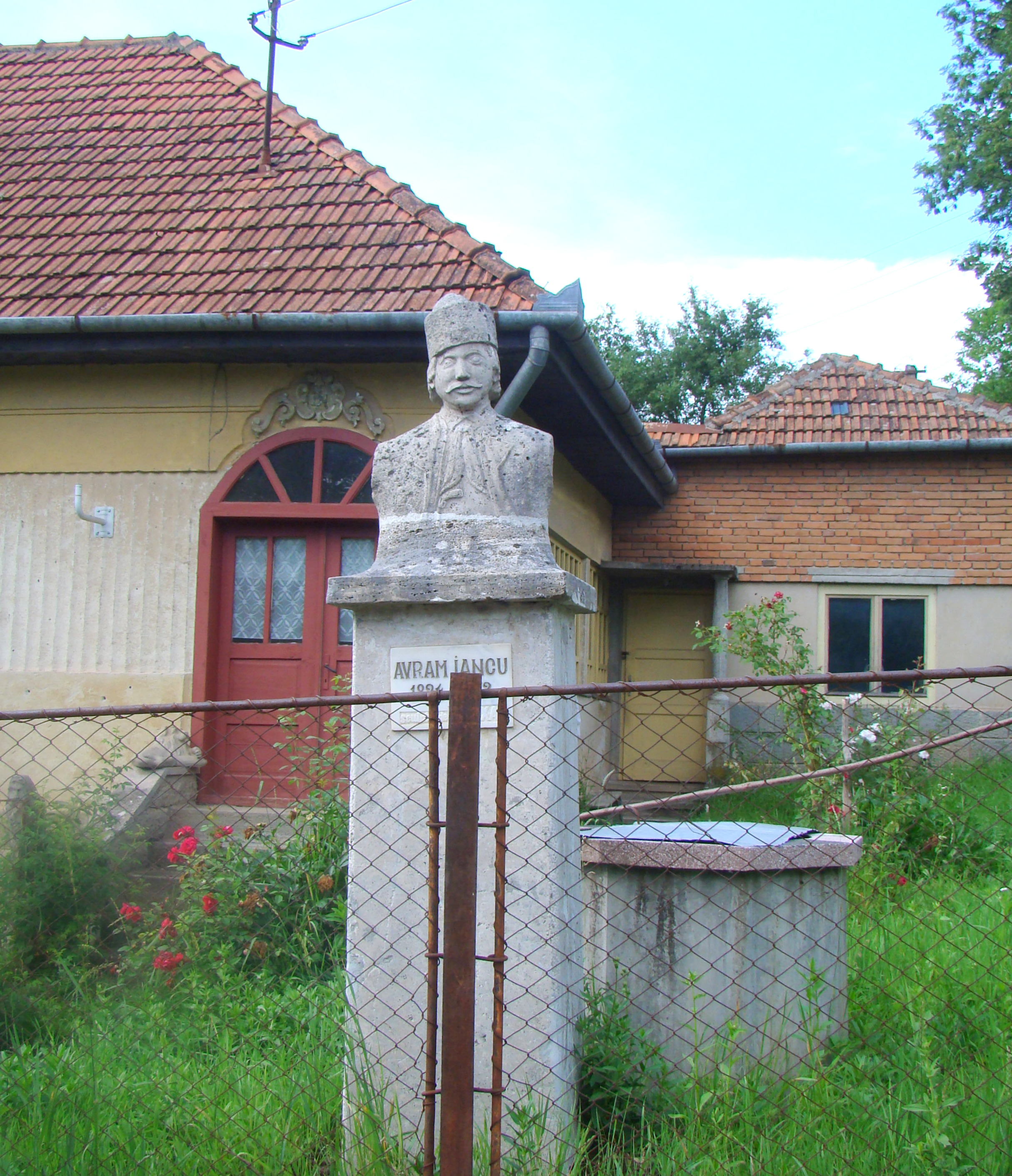
Bustul lui Avram Iancu
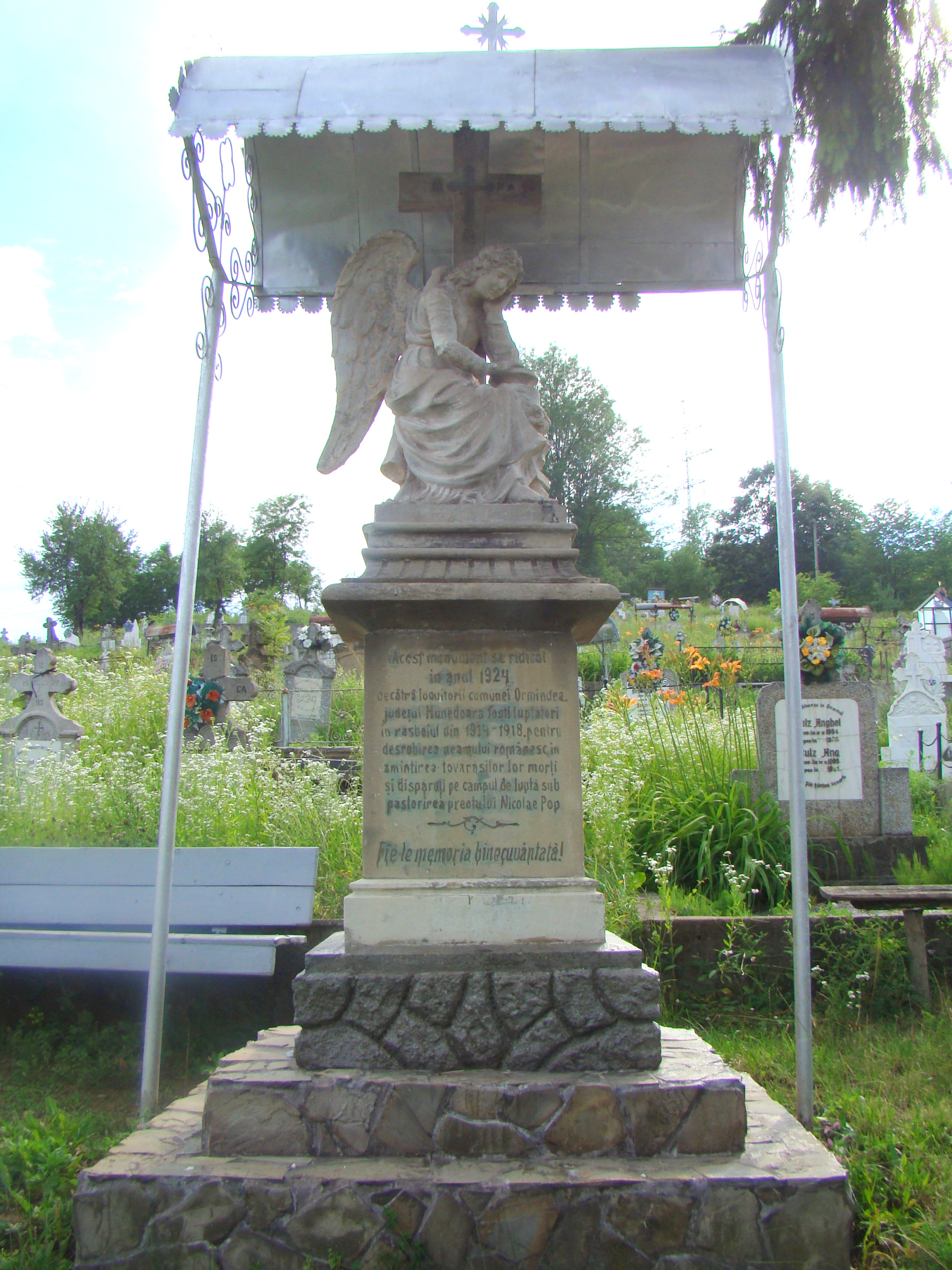
Al doilea monument al eroilor, aflat în curtea bisericii
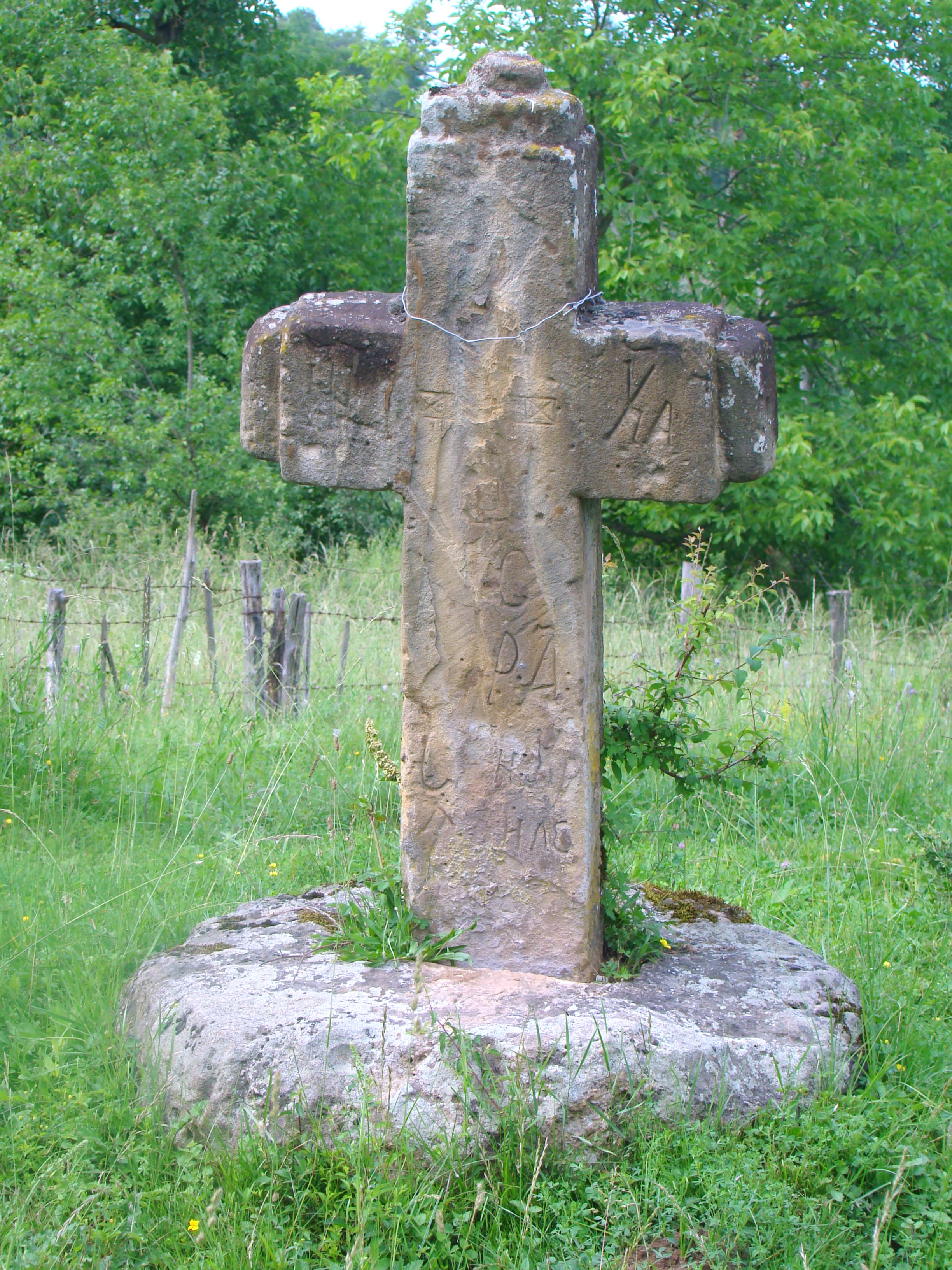
Cruce veche de piatră
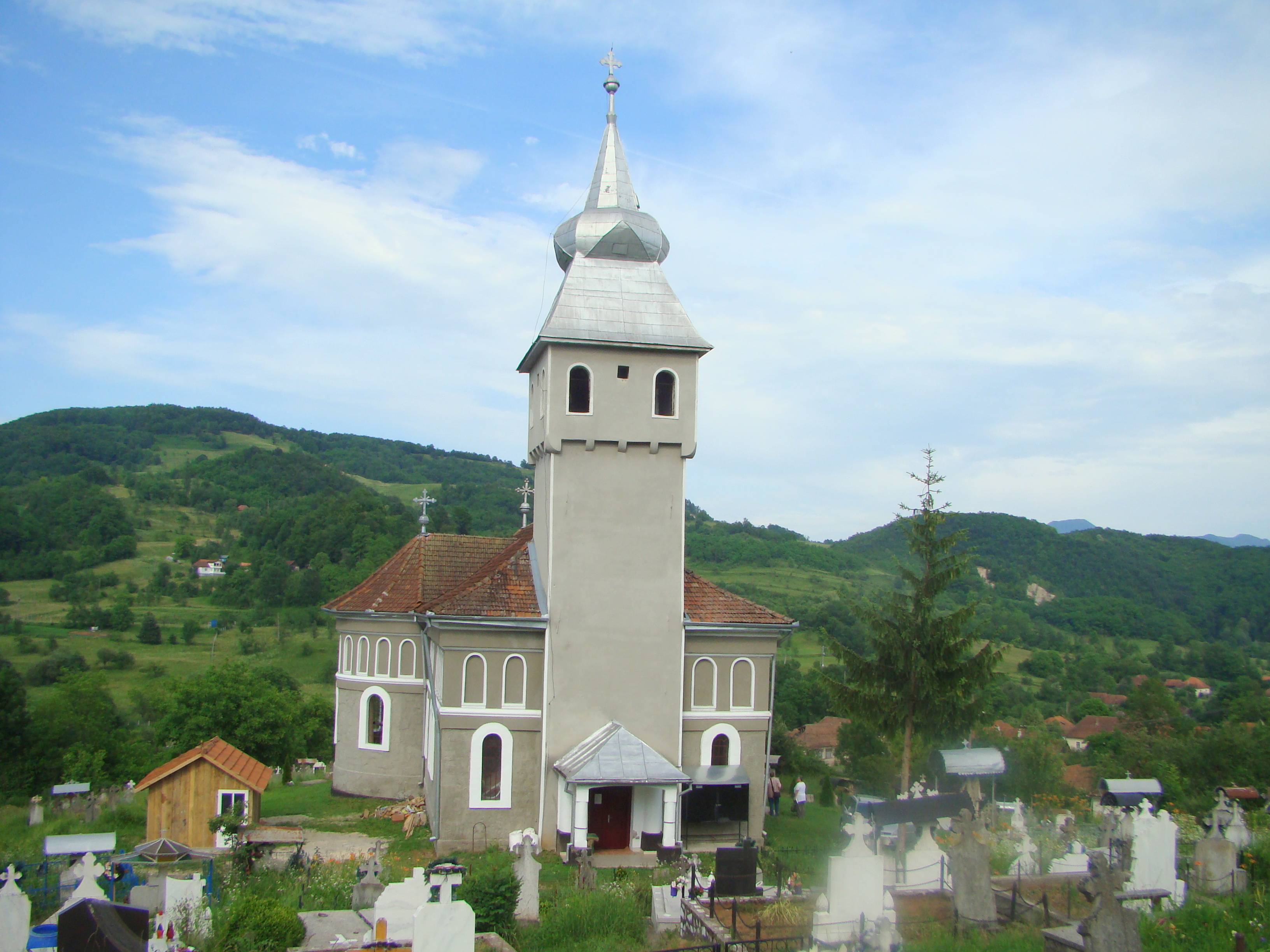
Biserica „Buna Vestire”